# آپریلیا (لاتینا)
شهر  آپریلیا  (به ایتالیایی: Aprilia, Latina) با جمعیت ۶۶٬۶۲۴ نفر  در ناحیه لاتزیو در کشور ایتالیا واقع شده‌است.